# Salon de Bruxelles de 1887
Le Salon de Bruxelles de 1887 est la vingt-septième édition du Salon de Bruxelles, exposition périodique d'œuvres d'artistes vivants. Il a lieu en 1887, du 1er septembre au 1er novembre aux musées royaux des Beaux-Arts de Belgique.
Ce Salon est le dix-neuvième organisé depuis l'Indépendance de la Belgique en 1831.
Le Salon de 1887 a lieu, pour la troisième fois de son existence, aux musées royaux des Beaux-Arts de Belgique, dans le bâtiment alors appelé « palais des Beaux-Arts » édifié selon les plans de l'architecte Alphonse Balat et inauguré le 1er août 1880 par le roi Léopold II.
Le jury d'admission s'est montré sévère et a restreint de près de la moitié le nombre d'œuvres acceptées par rapport au Salon précédent. Les études de plein air exposées sont nombreuses. Les œuvres des peintres belges luministes Émile Claus et Évariste Carpentier, de même que de nombreuses œuvres, sont acquises par le gouvernement pour les musées du pays.

## Organisation
Pour chaque exposition, les dates et l'organisation générale sont fixées par arrêté royal, sur proposition du ministre responsable. La commission directrice de l'exposition est ensuite nommée par arrêté ministériel, le règlement de l'exposition est également fixé par arrêté ministériel. Chaque Salon est donc géré par une commission directrice distincte.

## Contexte
Ce Salon est le dix-neuvième organisé depuis l'Indépendance de la Belgique en 1831. Le Salon a lieu, pour la troisième fois de son existence, aux musées royaux des Beaux-Arts de Belgique, dans le bâtiment alors appelé « palais des Beaux-Arts » édifié selon les plans de l'architecte Alphonse Balat et inauguré le 1er août 1880 par le roi Léopold II.
L'exposition de 1887 débute le 1er septembre. Le roi Léopold II, son frère le comte de Flandre et son neveu le prince Baudouin, assistent à l'ouverture solennelle du Salon et sont reçus par Alphonse de Moreau, ministre des beaux-arts et par Charles Buls, bourgmestre de Bruxelles et président de la commission directrice de l'exposition.

## Catalogue

### Données générales
Alors que le Salon de 1884 comprenait plus de 1421 numéros, l'édition de 1887 en propose 725 réalisés par 481 artistes.

### Salon des refusés
Le jury d'admission s'est montré sévère et a restreint de près de la moitié le nombre d'œuvres acceptées. Aux Environs de Bruxelles, un tableau de Henri Van der Hecht pourtant exposé au printemps au Salon de Paris, où il a obtenu une mention honorable, est refusé à l'exposition de Bruxelles.
Le 1er octobre 1887, plusieurs artistes exclus organisent un Salon libre des beaux-arts ou Salon des refusés au Musée du Nord à Bruxelles. Les critiques d'art, comme Lucien Solvay, se montrent sévères à l'égard de cette sécession qui n'apporte pas une protestation suffisante. Une trentaine de toiles sont exposées, parmi lesquelles deux petits paysages de Charles Warland, une figure à la manière de Rembrandt de Pieter Cornelis de Moor, un Effet de nuit de Felix Carpentier, des études de paysages de Richard Viandier, des bestiaux de Xavier De Cock, et des toiles de Théodore Cleynhens,.

### Peinture
L'école belge est avantageusement représentée par le portrait de Constantin Meunier d'Isidore Verheyden qui a réussi à restituer la vie intellectuelle de son modèle. Les deux portraits de femmes d'Alfred Stevens sont brillants et les portraits de Herman Richir qui sont très délicats et très fins. Les œuvres provenant de France sont assez nombreuses et ont été envoyées par Henri Gervex : Avant l'opération et La Femme au masque ou encore par Henri Fantin-Latour qui expose Autour du piano, un portrait qui ressuscite la vie, un peu photographiquement.
En visitant le Salon, où il expose, Auguste Rodin, accompagné par Alfred Roll et Jean-Charles Cazin, s'arrêtent notamment devant Les Âges du paysan de Léon Frédéric. Cazin y voit « un Bastien-Lepage qui n'aurait jamais quitté sa Lorraine. ». Au Salon, les études de plein air sont nombreuses. Les œuvres exposées par les peintres belges  luministes Émile Claus, Le Vieux jardinier et Le Pique-nique, ainsi que Les Étrangères d'Évariste Carpentier, connaissent le succès et sont acquises par l'État belge.

### Galerie d'œuvres exposées au Salon de Bruxelles de 1887

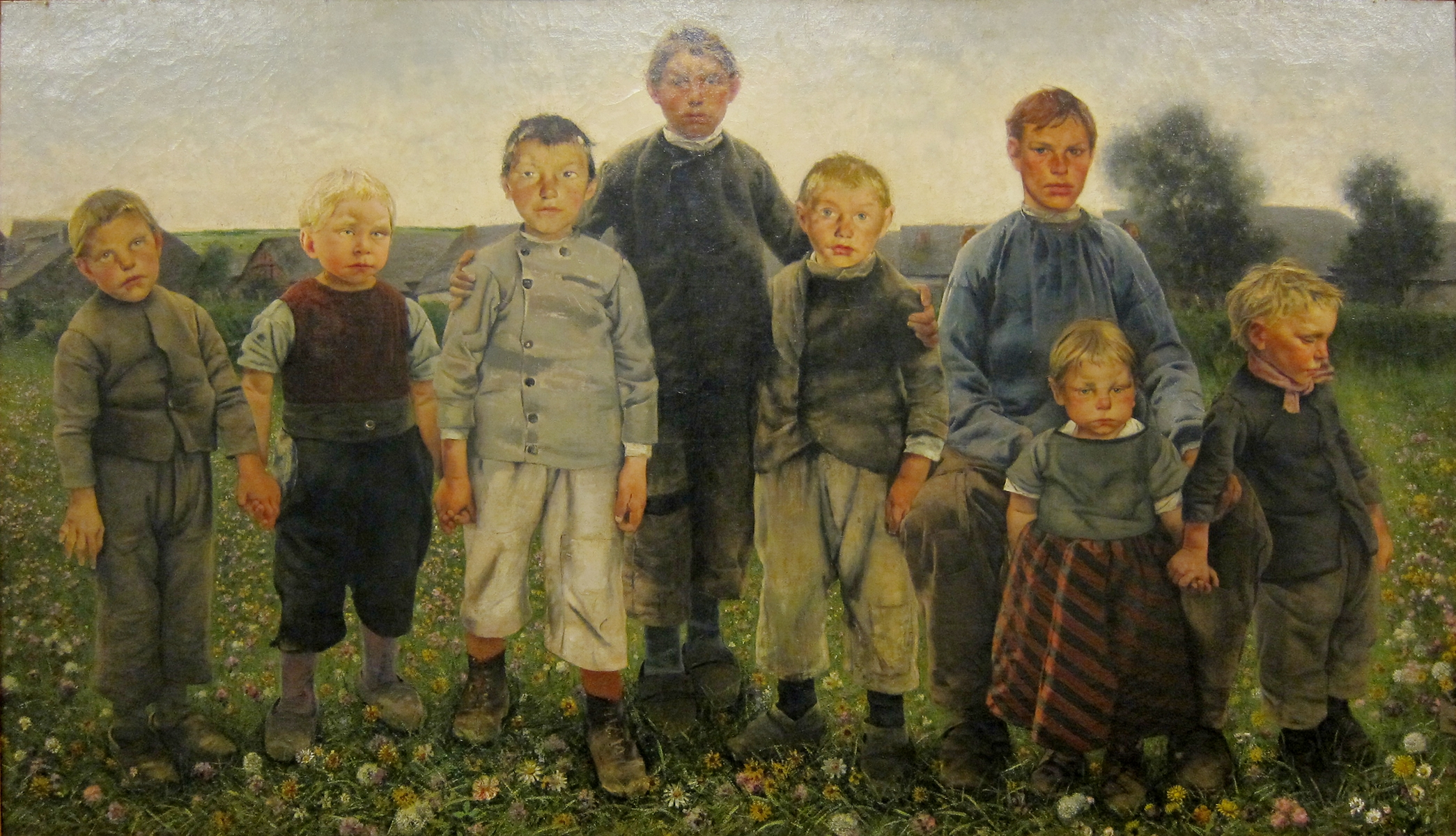
Léon Frédéric, Les Âges du paysan, les garçons (1885).
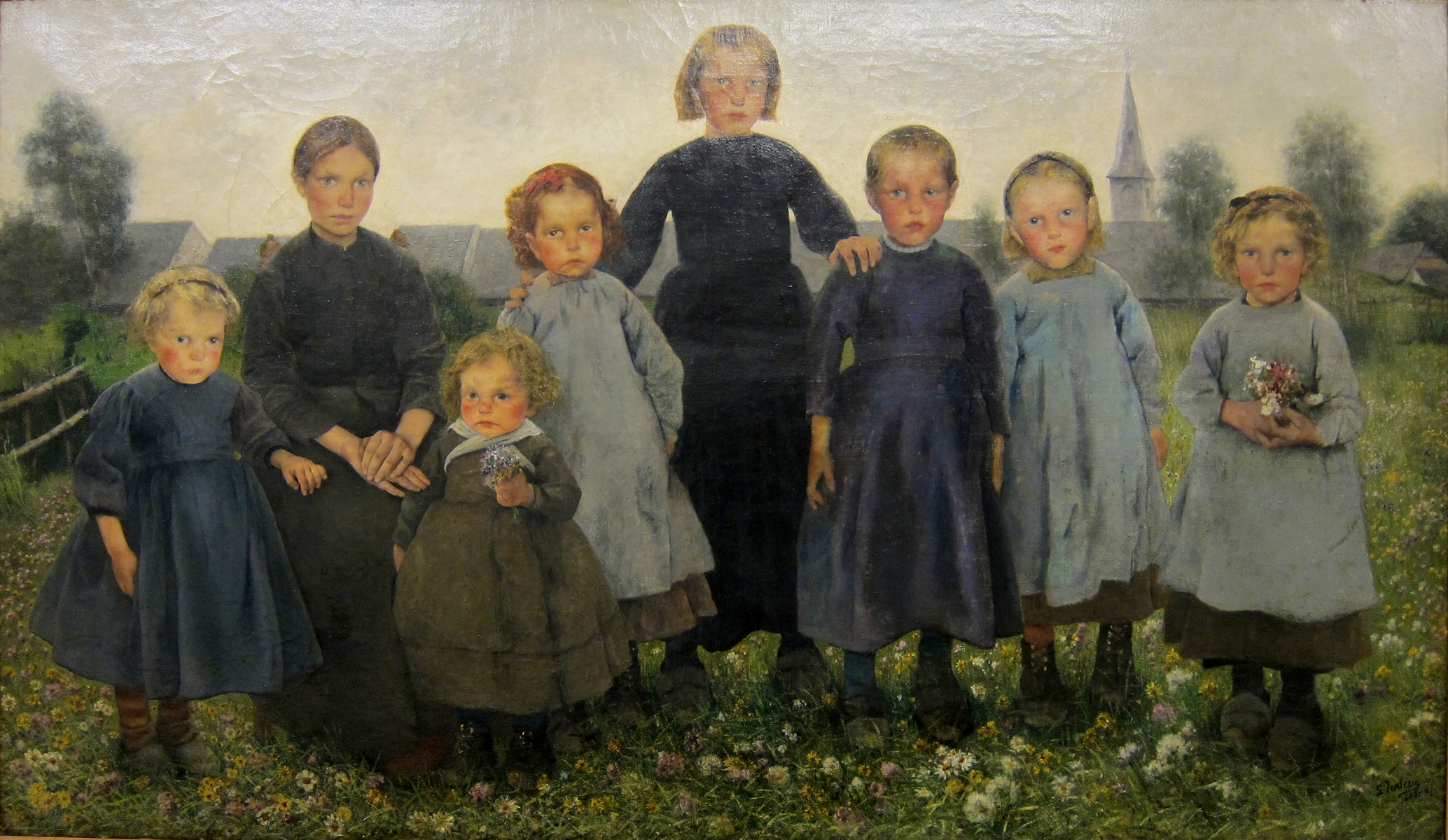
Léon Frédéric, Les Âges du paysan, les fillettes (1885).
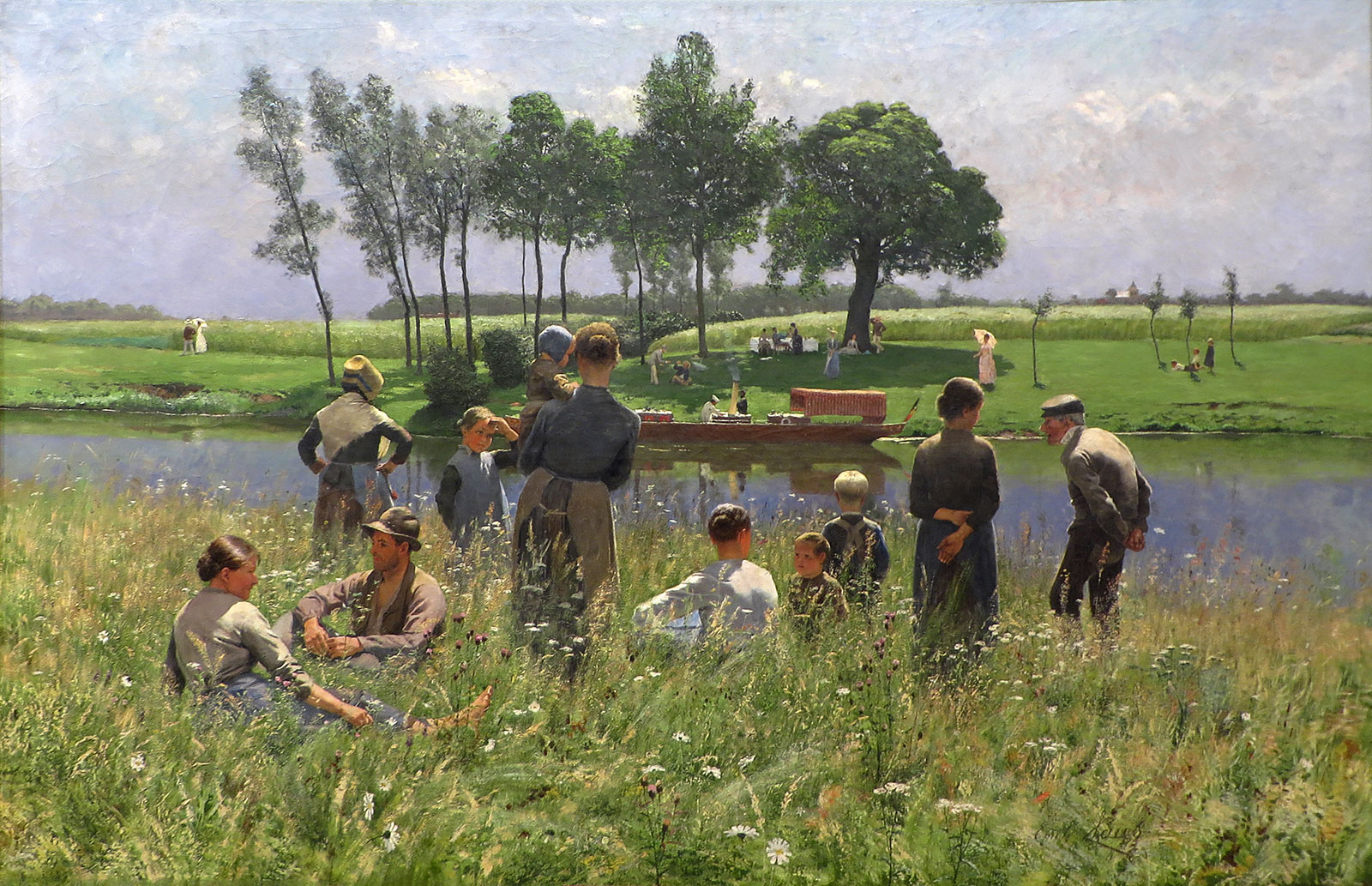
Émile Claus, Le Pique-nique (1887).
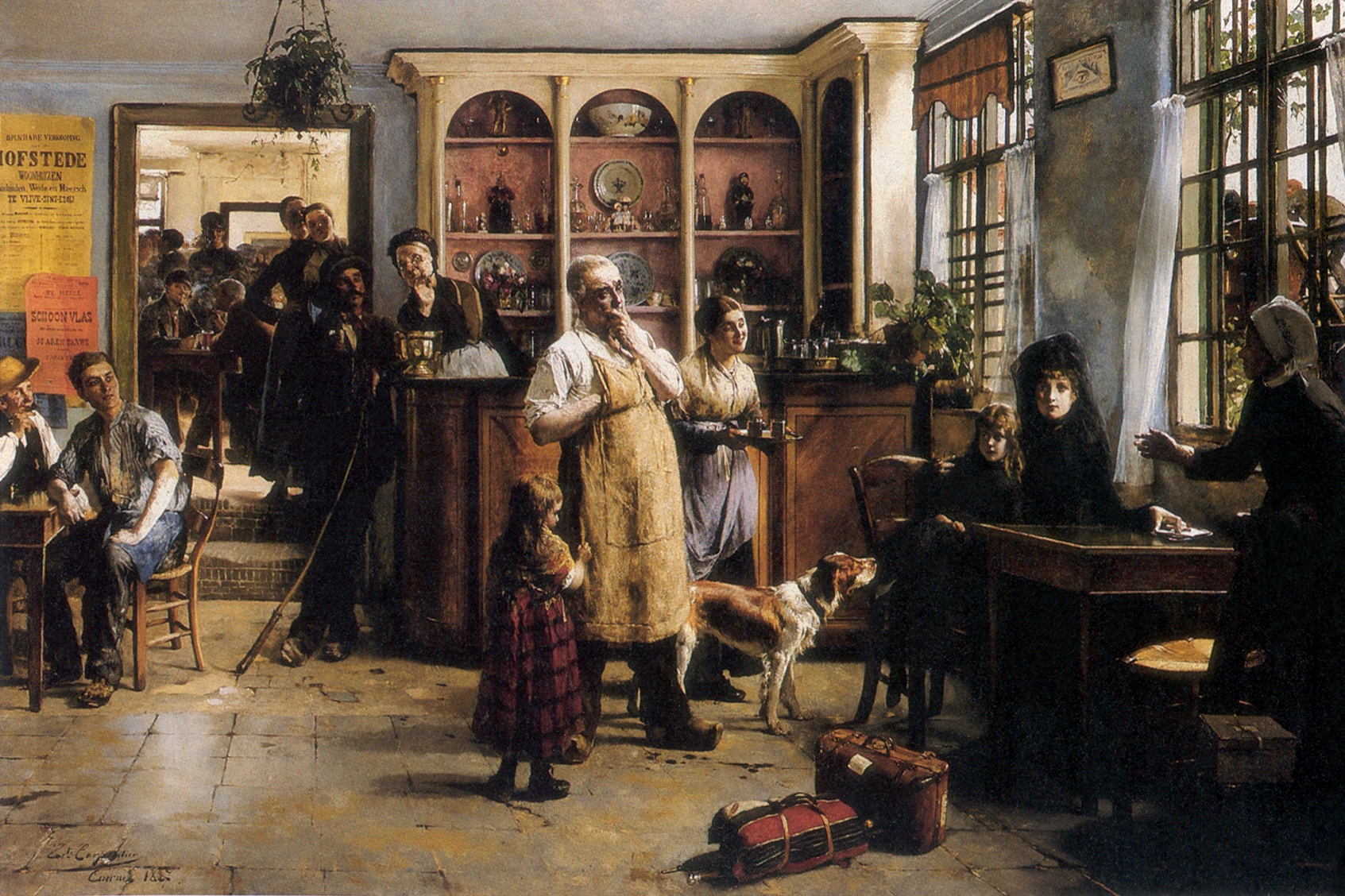
Évariste Carpentier, Les Étrangères (1887).
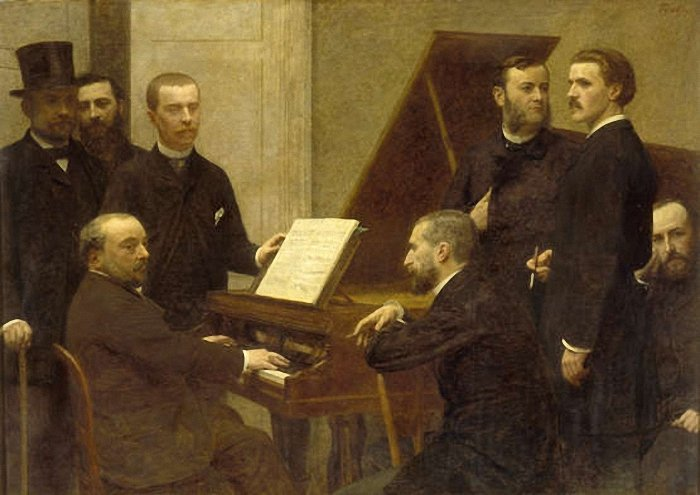
Henri Fantin-Latour, Autour du piano 1885.
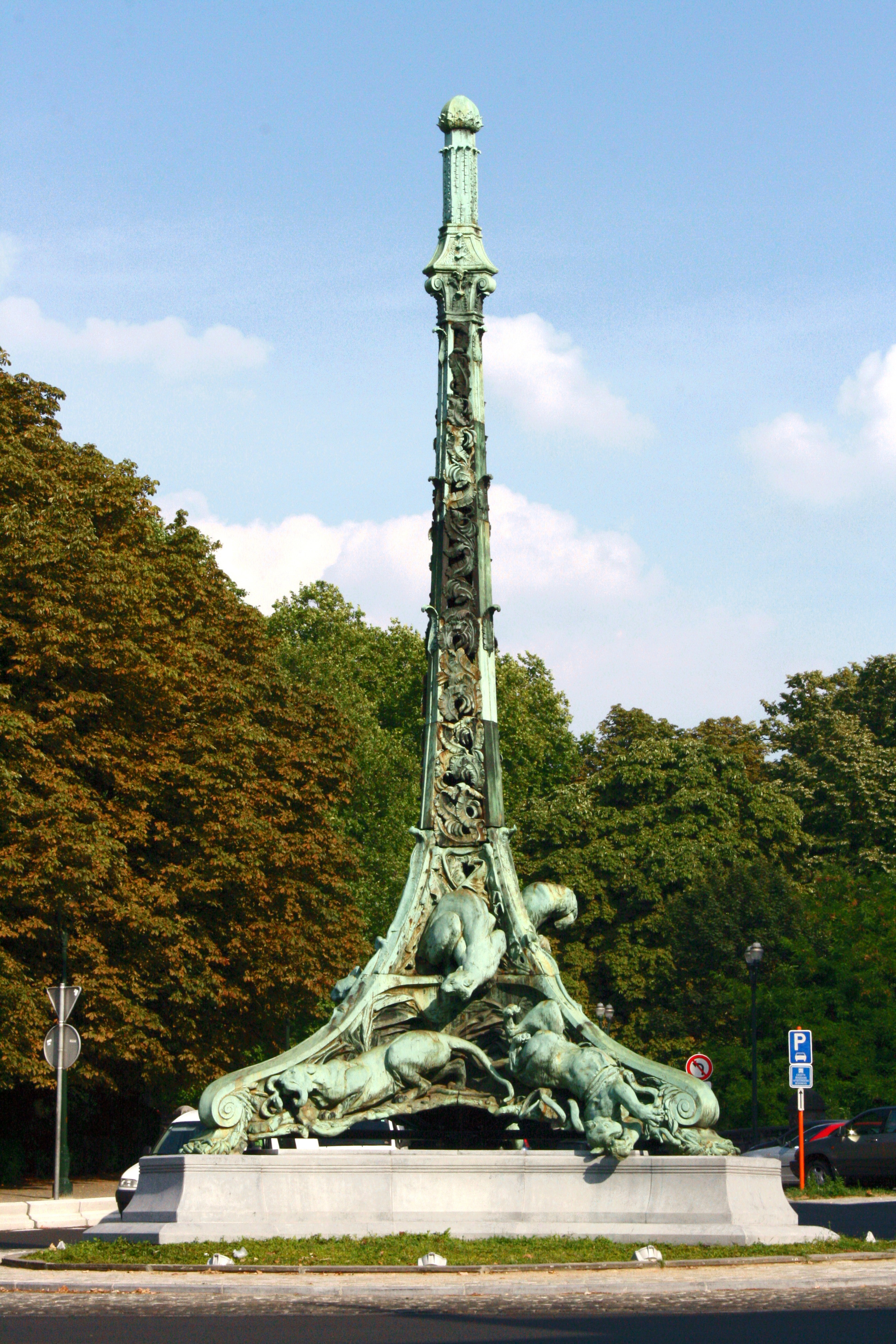
Jacques de Lalaing, Mât de Lalaing (version de 1913).
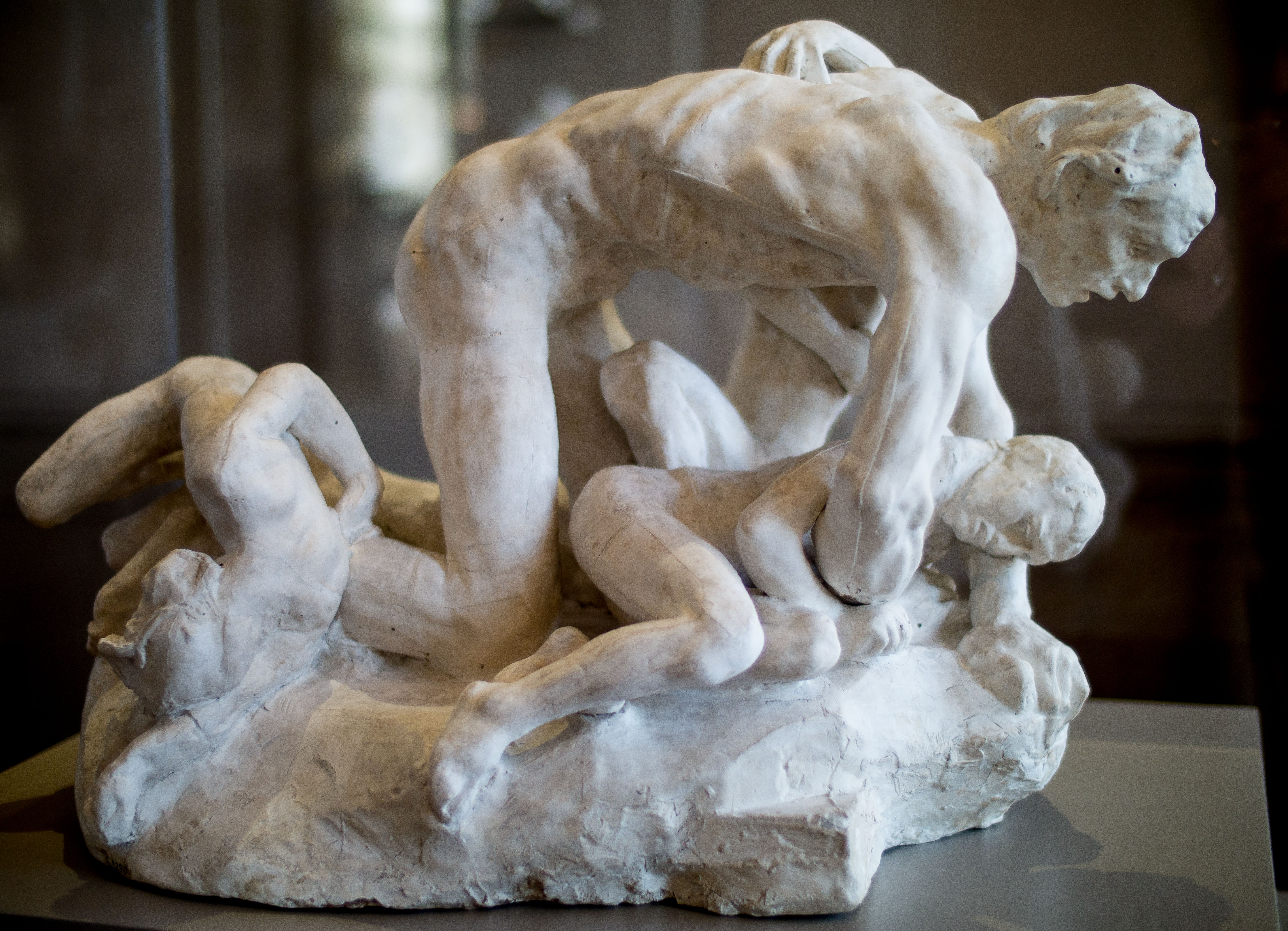
Auguste Rodin, Ugolin (1882).

### Sculpture
Selon le critique d'art Lucien Solvay, Le Mât de Lalaing, la statue de Jacques de Lalaing, ingénieuse et moderne, est nouvelle par son application, par son caractère, et également par la manière dont l'artiste a interprété la nature, sincèrement et décorativement. Il s'agit d'une œuvre de mouvement représentant un combat de tigres et de serpents échafaudés en forme de trépied pour servir de base à un mât électrique. Quant au chroniqueur du Journal de Bruxelles, il voit l'œuvre de Lalaing comme une fantaisie de grand seigneur et une tentative hardie et originale,.
Deux jeunes artistes sont remarqués : Guillaume Charlier avec La Prière de l'aïeule et Isidore De Rudder avec Le Commencement et la fin. Constantin Meunier expose un Puddleur, bien connu, et un Supplicié d'un caractère dramatique émotionnant. Les sculpteurs français sont médiocrement présents à l'exposition. Auguste Rodin a envoyé de petits groupes d'une verve originale et inégalement heureuse : Ugolin et Idylle, deux groupes en bronze, et Françoise de Rimini un groupe en plâtre. Pour sa part, Louis-Ernest Barrias a réalisé un Mozart enfant qui plaît au public,.

## Résultats
À partir de cette exposition, les médailles jadis distribuées lors des salons précédents, ne sont plus octroyées.

### Achats par le gouvernement
La commission directrice du Salon établit la liste des œuvres proposées au gouvernement qui en décide l'acquisition pour le musée de l'État ou les musées de province :
- Peintures :
  - Frans Van Leemputten : Paysans allant au travail ;
  - Évariste Carpentier : Les Étrangères ;
  - Albrecht De Vriendt : Les Gantois rendant hommage à Charles-Quint enfant ;
  - Émile Claus, Le Pique-nique ;
  - Théophile Lybaert, La Vierge ;
  - Jules Montigny : Attelage de marchand de bois ;
  - Théodore Verstraete, Soir d'été ;
  - Léon Frédéric, Les Âges du paysan ;
  - Désiré de Keghel, Le Printemps et L'Été ;
  - Léon Abry, Le Pansage ;
  - Alfred Verhaeren, Parchemins ;
  - Adolphe Hamesse, Un coin d'étang le soir ;
  - Maurice Hagemans, À marée basse, Escaut;
  - Emile Van Damme-Sylva, La Vallée de la Dendre.
- Sculptures :
  - Julien Dillens, Figure tombale ;
  - Guillaume Charlier, La Prière ;
  - Charles-Auguste Fraikin, La Mère de Moïse ;
  - Alphonse de Tombay, Jeune fille filant la quenouille ;
  - Alphonse Van Beurden, Fatigué.

### Achats par le roi
Le roi Léopold II acquiert cinq peintures :
- Corneille Van Leemputten, Moutons en Campine ;
- Léon Herbo, Salomé;
- Euphrosine Beernaert, Saulaie ;
- Frédéric Tschaggeny, Orpheline ;
- Edmond De Pratere, Chevaux de labour.

### Entrées et recettes
Tandis que le Salon de 1884 a accueilli 54 731 visiteurs et réalisé des recettes de 38 504 francs, le Salon de 1887 a accueilli 36 195 visiteurs et réalisé des recettes de 28 839 francs.

### Catalogue
- Catalogue, Exposition générale des Beaux-Arts de 1887, catalogue explicatif, Bruxelles, Ad. Mertens, 1887, 117 p. (lire en ligne).